# Colonna della Grande Armata

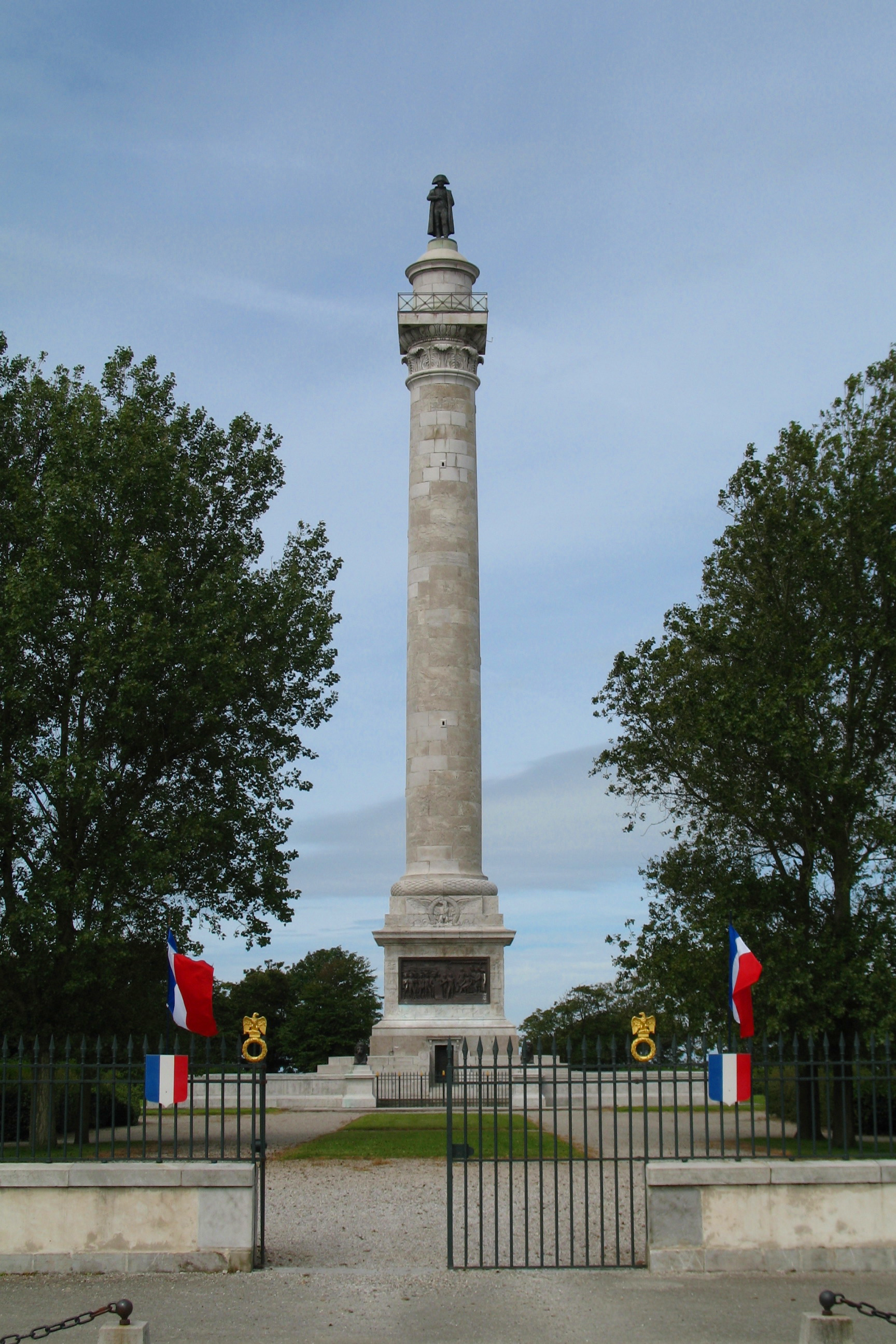
La colonna della Grande Armata

La colonna della Grande Armata (in francese colonne de la Grande Armée) è una colonna commemorativa eretta a Wimille (Passo di Calais), vicino a Boulogne-sur-Mer, tra il 1804 ed il 1823, opera dell'architetto Éloi Labarre. È alta 50 m.

## Storia
Nel 1804 Napoleone Bonaparte raccolse a Boulogne l'Armée des côtes de l'Océan (Armata delle coste dell'Oceano), che divenne poi la Grande Armata, allo scopo di preparare l'invasione dell'Inghilterra. Il 16 agosto 1804 ebbe luogo la prima distribuzione della Legion d'onore a Boulogne. La decisione di innalzare un monumento in onore di Napoleone venne presa il giorno successivo. Il maresciallo Soult annunciò all'Imperatore i «voti dei soldati» per mettere in opera, a spese della legione, una colonna marmorea con una statua in onore di Napoleone. I soldati dovettero quindi sacrificare una mezza giornata di soldo al mese allo scopo (una giornata per gli ufficiali). Il progetto venne affidato all'architetto Éloi La barre, che aveva già progettato il teatro di Boulogne. La prima pietra venne posta il 18 brumaio dell'anno XIII (19 ottobre 1804). Il cantiere fu attivo subito, ma dovette subire una battuta d'arresto nell'agosto del 1805 con la partenza dell'armata per la guerra della terza coalizione. Al momento della caduta dell'Impero la colonna si elevava solo fino circa venti metri (un terzo dell'altezza prevista), le sculture di Houdon e Moitte furono frantumate ed i bronzi utilizzati per realizzare le statue di Luigi XIV e di Enrico IV a Parigi. I due leoni furono risparmiati, non alludendo essi direttamente all'Impero.
I lavori ripresero nel 1819 e la piattaforma fu posata nel 1821, con un altro scopo: rendere omaggio a Luigi XVIII ed alla reinstaurata monarchia. Nel 1823 la colonna venne sormontata da un globo regale. Nel 1827 tutto fu completato: la colonna venne circondata da un giardino ove vennero eretti due padiglioni e completato un viale trionfale. Con la monarchia di Luglio si ebbe una rivalutazione dell'Impero ed in essa la colonna ritrovò la sua vocazione iniziale. Allo scultore François Joseph Bosio venne commessa una statua di Napoleone che egli rappresentò come aveva fatto Houdon: l'Imperatore vestito del suo costume sacrale con la croce della Legion d'onore in mano. La statua fu posta in cima alla colonna il 15 agosto 1841. La colonna della Grande Armata è stata classificata Monumento storico di Francia con decreto del 31 marzo 1905 ed è gestita dal Centro per i monumenti nazionali.
Il generale de Gaulle fece sostituire la statua di Bosio, ormai danneggiata, esigendo tuttavia che Napoleone venisse rappresentato in abiti da "piccolo caporale" e non da imperatore. La statua attuale è opera dello scultore Pierre Stenne (1962) e Napoleone è rappresentato con le spalle al mare, avendo egli allora rinunciato ad invadere l'Inghilterra.
La statua di Bosio è stata restaurata ed è posta in uno dei due padiglioni del complesso.
Nel 2002 la statua di Stenne fu colpita da un fulmine, che causò la rottura della pietra alla sommità: la statua è stata restaurata ma non è più stato possibile riporla in cima alla colonna ed ora si trova in un piccolo museo sito nel padiglione destro, all'interno del complesso.

## Marmo di Boulogne
Descrizione di C.P. Brard a proposito dei marmi del Pas de Calais:
(C.P. Brard)
.